# Kodjovi Koussou
Kodjovi Albano Koussou (* 22. Juni 1992 in Lomé, Togo) ist ein deutsch-togoischer Fußballspieler, der zwischen 2012 und 2019 in vier Spielzeiten beim TSV 1860 München unter Vertrag stand. Er spielte zuletzt für den TSV Ampfing.

## Karriere

### Jugend
Nachdem Koussou nach München gekommen war, spielte er zunächst bei der SpVgg Thalkirchen-Freundschaft im Stadtteil Thalkirchen. Im Sommer 2003 wechselte er nach Giesing an die Grünwalder Straße. Im Nachwuchsleistungszentrum des TSV 1860 München durchlief er alle Jahrgänge. In der Spielzeit 2009/10 gehörte er zum Kader der U-19 der Sechz’ger, war aber vorerst nur Ergänzungsspieler. In der Folgesaison gehörte er zur Stammbesetzung der Löwen und qualifizierte sich mit der Mannschaft für die Endrunde um die Deutsche A-Juniorenmeisterschaft, in der sie allerdings im Halbfinale am Nachwuchs des 1. FC Kaiserslautern scheiterte.

### Anfänge im Profifußball
Im Sommer 2011 rückte er in die U-23-Nachwuchsmannschaft des TSV 1860 München auf, für die er in der Saison 2011/12 20 Regionalligaspiele bestritt; 15 davon durch Einwechslungen, fünf durch Auswechslungen geprägt.
Im Sommer 2012 wurde aus der U-23 eine U-21, die in der neugeschaffenen Regionalliga Bayern antrat. In der Saison 2012/13 war er als Stammkraft vorgesehen. Nach dem dritten Spieltag verletzte er sich aber im Training und fiel mit einem Innenbandriss im Knie zehn Wochen aus. Nach seiner Zwangspause wurde er von Alexander Schmidt, der seit Sommer 2012 die U-21 trainiert hatte und nun zum Trainer der Zweitligamannschaft der Münchner Löwen befördert worden war, zum Training mit der Profimannschaft eingeladen. Am 4. Dezember bestritt Koussou erstmals in einem Testspiel ein Spiel für die erste Mannschaft der Sechzger auf. Beim 4:3-Sieg gegen die SpVgg Unterhaching zog er sich allerdings erneut einen Innenbandriss im rechten Knie zu und fiel dadurch wieder mehrere Wochen aus. Er konnte somit nicht mit zum Trainingslager der ersten Mannschaft im Januar 2013 fahren, sondern stieg stattdessen erst wieder im Februar ein, wo er mit der U-21 ins Trainingslager nach Villafranca di Verona fuhr. Dort spielte er zwar eine Halbzeit lang gegen die U-23 von Chievo Verona, auf den nächsten Pflichtspieleinsatz musste er aber noch einige Wochen warten. Am 20. März 2013 unterschrieb er seinen ersten Profi-Vertrag beim TSV 1860. Am selben Tag kehrte er gegen Viktoria Aschaffenburg in die U-21-Nachwuchsmannschaft zurück; danach kam er in jedem Spiel zum Einsatz. Am 23. März 2013 (29. Spieltag) gelang ihm mit dem Treffer zum 2:0-Endstand im Auswärtsspiel gegen die Würzburger Kickers sein erstes Tor im Seniorenbereich. Am Saisonende sicherte sich Koussou mit der Mannschaft den Meistertitel der Regionalliga Bayern und qualifizierte sich damit für die Aufstiegsspiele gegen den Zweiten der Regionalliga Südwest, in denen die kleinen Löwen – nach Hin- und Rückspiel – mit 3:4 der SV Elversberg unterlagen.
Am 19. Mai 2013 (34. Spieltag) berief ihn Trainer Alex Schmidt in die Startaufstellung für die Zweitligabegegnung im Heimspiel gegen den VfR Aalen, womit er beim 3:0-Sieg sein Debüt im Profifußball gab. Am 4. Mai 2014 wurde er offiziell verabschiedet und wechselte zur Saison 2014/15 zum Lokalrivalen FC Bayern München, für deren zweite Mannschaft er am 11. Juli 2014 (1. Spieltag) bei der 1:2-Niederlage im Heimspiel gegen die Würzburger Kickers sein Debüt gab. Bereits am Ende der Saison verließ er den Verein jedoch wieder und war die folgende Spielzeit vereinslos.
Zur Saison 2016/17 kehrte er zur zweiten Mannschaft des TSV 1860 München zurück. Nachdem die erste Mannschaft aus der 2. Bundesliga abgestiegen war und die Lizenz für die 3. Liga nicht erhalten hatte, gehörte Koussou in der Saison 2017/18 dem neu formierten Kader der ersten Mannschaft an, die in der Regionalliga Bayern antrat; die zweite Mannschaft verlor dadurch ihren Startplatz in jener Liga. Nachdem der TSV 1860 München sich die Meisterschaft sicherte, konnte man sich ebenso in den Aufstiegsspielen zur 3. Liga gegen den 1. FC Saarbrücken nach Hin- und Rückspiel mit 5:4 durchsetzen. Koussou, der bereits fünf Jahre zuvor die Aufstiegsspiele mit der zweiten Mannschaft absolvierte, hatte mit 22 Einsätzen in der Liga und Einsätzen in beiden Aufstiegsspielen maßgeblichen Anteil am Erfolg.
In München blieb Koussou bis zum Sommer 2019. Im Juli 2019 gab die SpVgg Bayreuth aus der Fußball-Regionalliga Bayern die Verpflichtung Koussous bekannt. Ab 2021 spielt er mit Unterbrechungen im bayrischen Amateurbereich für den TSV Ampfing und aktuell in der Landesliga Bayern Südost für den TSV Grünwald.

## Erfolge
TSV 1860 München
- Meister der Regionalliga Bayern und Aufstieg in die 3. Liga: 2017/18